# Pyrausta culminivola
Pyrausta culminivola là một loài bướm đêm trong họ Crambidae.